# Prokris

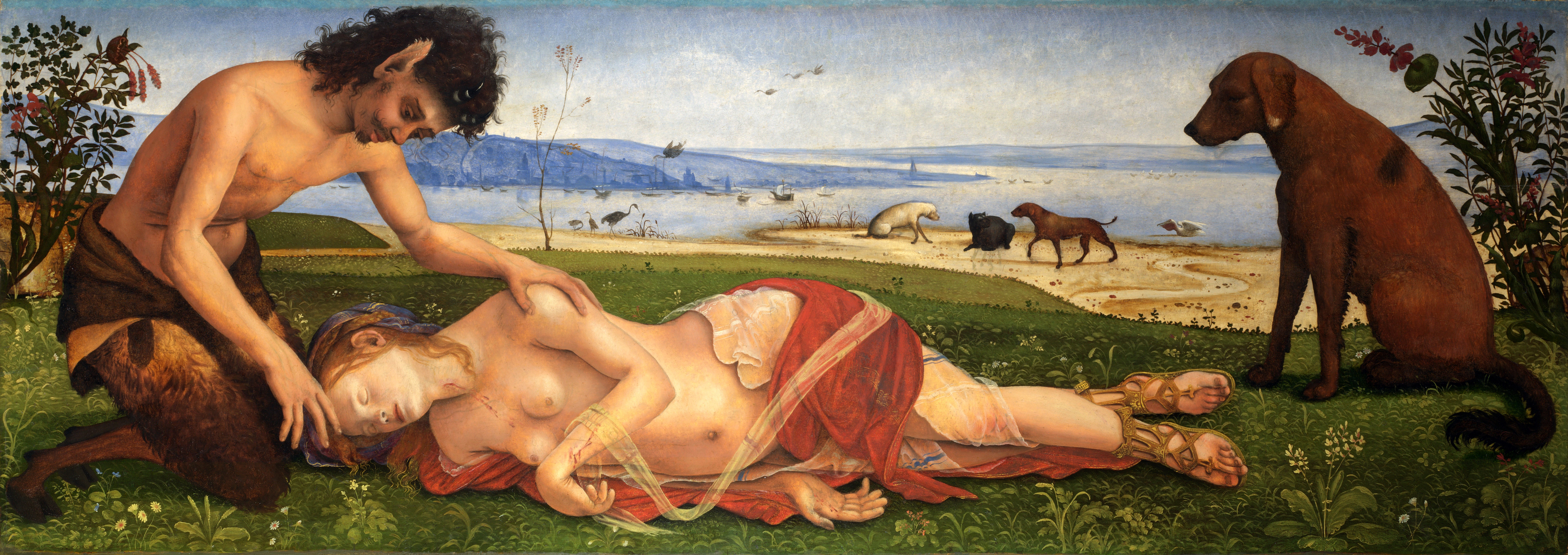
Prokris död. Målning av Piero di Cosimo från 1495.

Prokris (klassisk grekiska: Πρόκρις, genitiv: Πρόκριδος) var i grekisk mytologi en prinsessa och dotter till Erechteus och Praxithea. Prokris hade fem systrar: Protogeneia, Pandora, Creusa, Orithyia och Chthonia. Prokris var gift med Kefalos, med denne råkade av misstag döda henne.